# Казанская церковь Воскресенского Новодевичьего монастыря
Це́рковь Каза́нской ико́ны Бо́жией Ма́тери — православный храм в Московском районе Санкт-Петербурга на территории Воскресенского Новодевичьего монастыря.

## История

### Первый храм
Первым храмом во всём Новодевичьем монастыре была деревянная церковь Казанской иконы Божией Матери, заложенная 1 (13) сентября 1848 года. Здание строилось по проекту Н. Е. Ефимова. В том же году, 10 (22) октября, церковь была освящена епископом Ревельским Нафанаилом. Через 20 лет, в 1869 году, под храм был подведён каменный фундамент с устроенными в нём склепами. Сама церковь была отремонтирована. Каждое захоронение в склепе отмечалось надгробной плитой, иногда с решёткой, в полу самого храма.

### Современная церковь
Поскольку деревянная церковь стала тесной и была неудобно расположена между монастырской больницей и хозяйственным двором, то в 1906 году было решено заменить её на большую, каменную. Новая кирпичная церковь была заложена митрополитом Антонием 8 (21) июня 1908 года и строилась по проекту архитектора В. А. Косякова на средства, выделенные монастырём и купцами Пантелеевым и Кашинцевым. В 1912 году было окончено возведение храма, и началась роспись интерьера, которой руководил художник Ф. Р. Райлян с помощниками. Однако недостаток средств в период войны, а также творческий спор между заказчиком и исполнителем стали причиной остановки работ летом 1915 года. В итоге, освящение нового храма во имя иконы Божией Матери «Утоли моя печали» произошло уже после 1917 года. В 1920-е годы богослужения проводились как в старом, так и в новом храмах.
Попытки закрыть храм предпринимались ещё в 1923 году, в период, когда в монастыре служили обновленцы. Окончательно церковь закрыли в июле 1927 года. Некоторое время здание не использовалось. В 1929 году в церкви расположился склад. После Великой Отечественной войны здание было передано под механический цех ВНИИ электромашиностроения, расположившегося в бывшем монастыре. В 1950-е годы было принято решение о взрыве церкви, в стене подготовлены шурфы, однако, в связи с техническими трудностями, это намерение осуществлено не было.
С декабря 1990 года по октябрь 1994 года в крипте храма располагался приход во имя святых Новомучеников и исповедников Российских Русской православной церкви заграницей. Одновременно, в самой церкви с 1992 года находилась община Московского Патриархата. 15 марта того же года был освящён придел во имя Державной иконы Божией Матери. Начата реставрация. В 1995 году церковь была передана восстанавливаемому монастырю. Сам храм был освящён во имя Казанской иконы Божией Матери. В 2002 по 2004 годах в храме была произведена полная реставрация.

## Архитектура, убранство

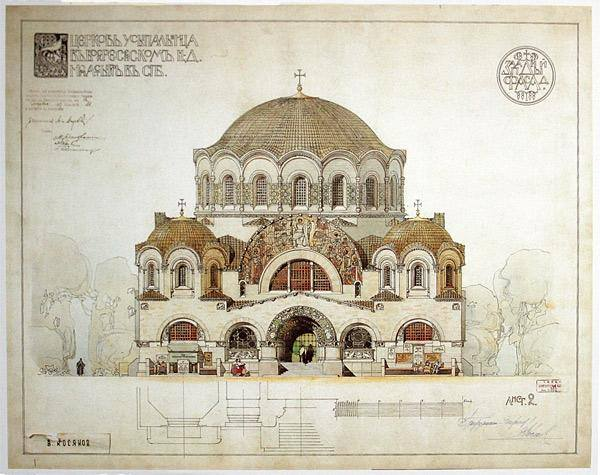
Западный фасад. Эскиз

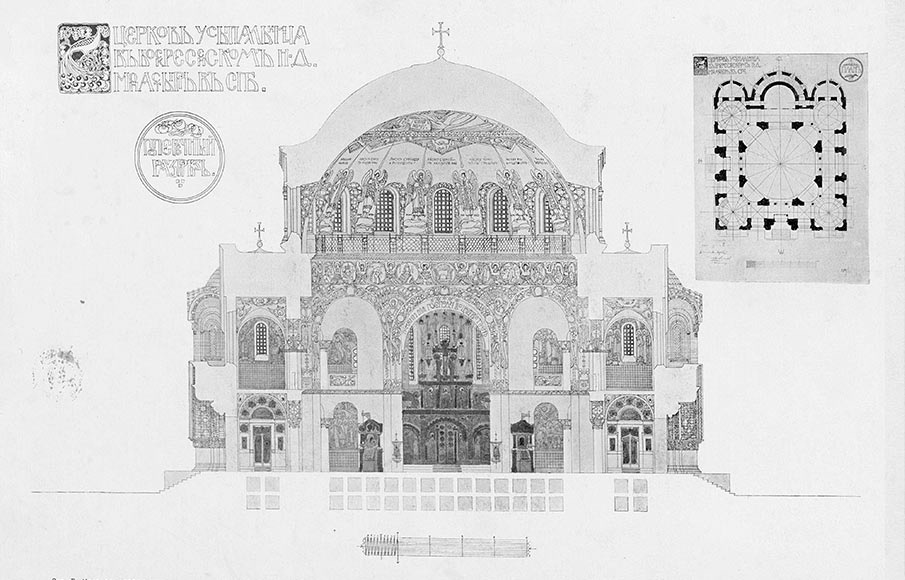
Проектный эскиз интерьера храма

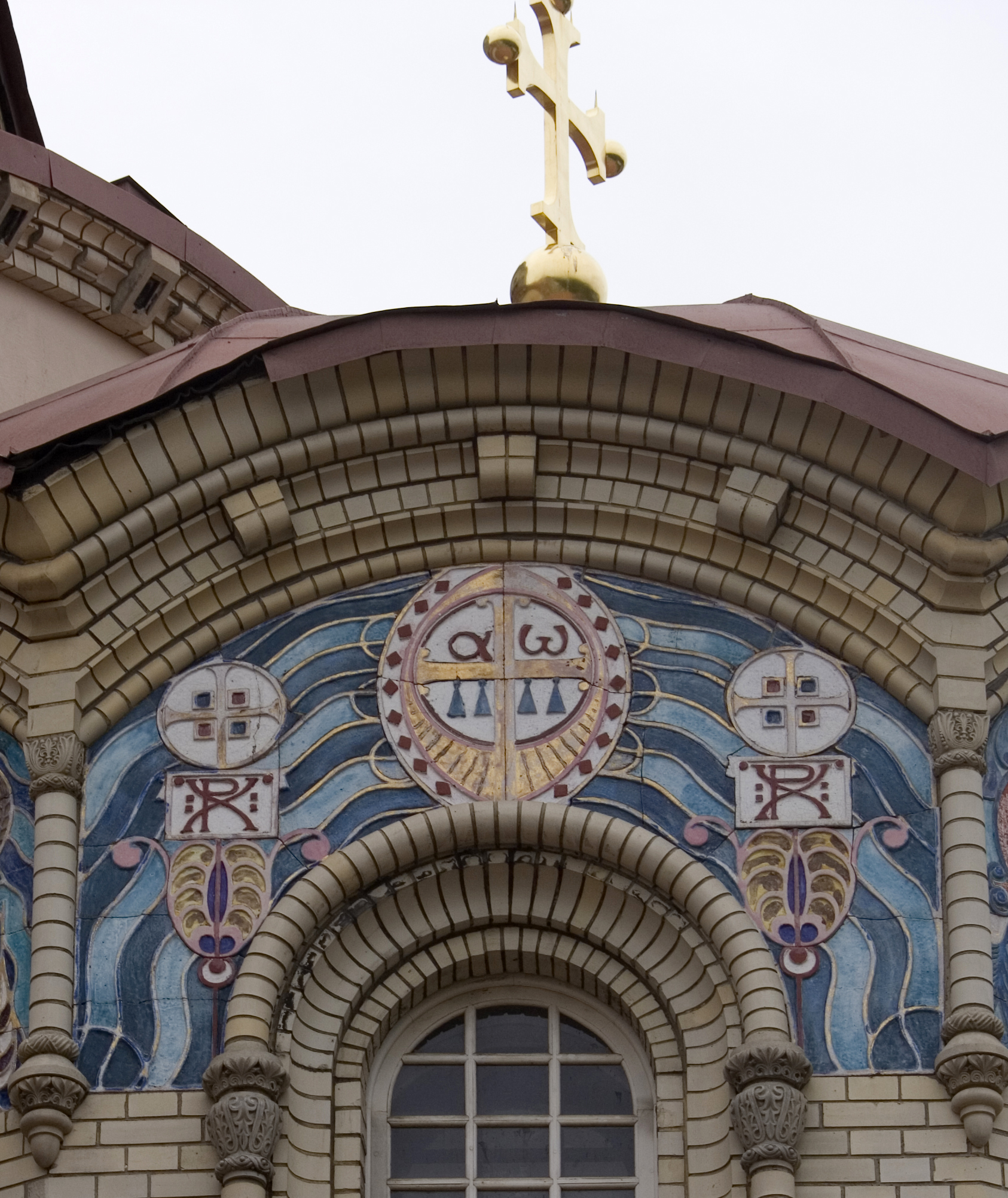
Элементы декоративного оформления купола

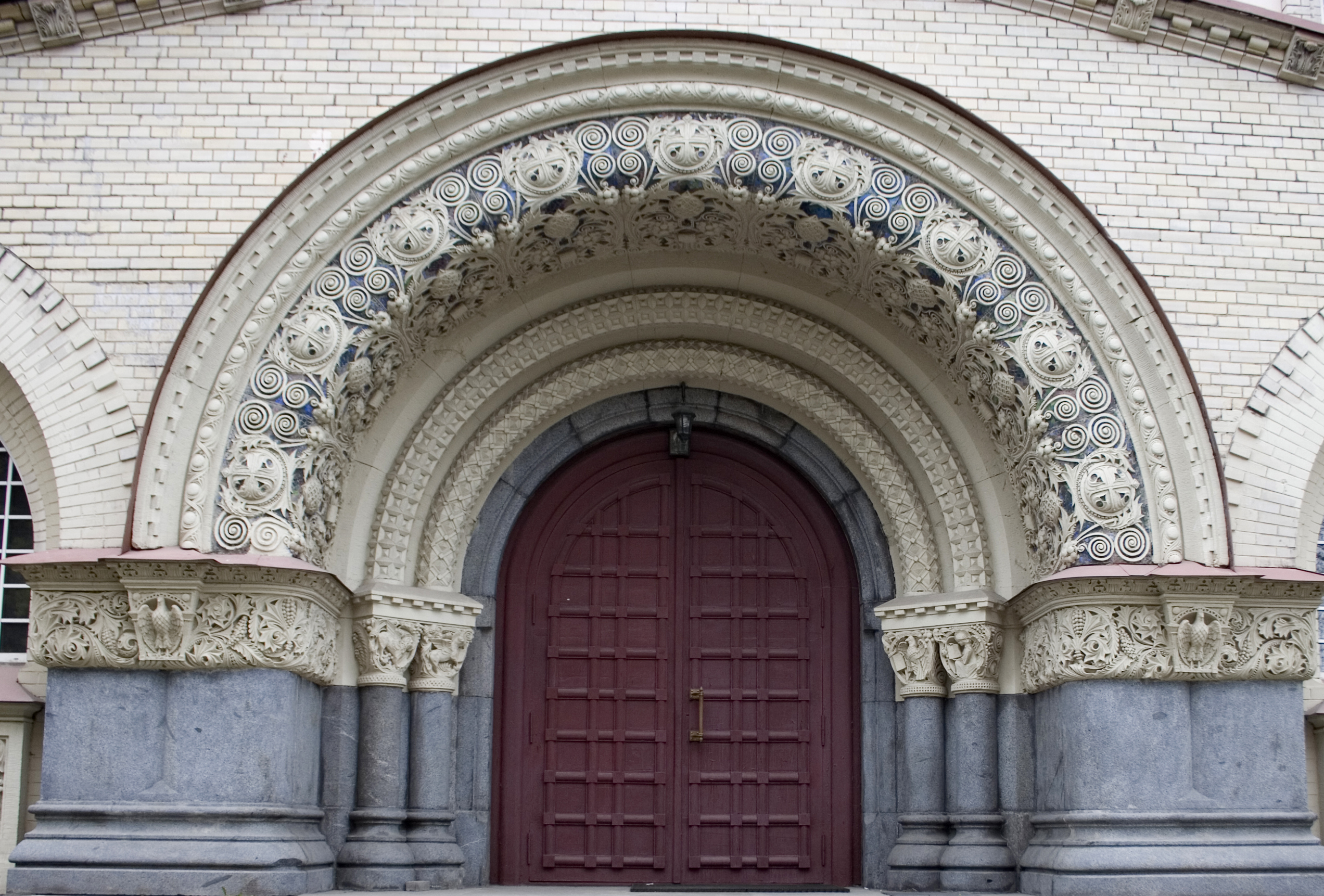
Главный портал храма

Кирпичный пятиупольный двухэтажный храм выстроен в неовизантийском стиле, что сближает его с архитектурой Софийского собора в Константинополе. Церковь расположена внутри монастырского каре на одной оси с Воскресенским собором и главным входом на кладбище. Здание имеет гранитный цоколь и облицовано светлым кирпичом, привезённым сюда из Германии.
Купола храма расположены на низких барабанах, опоясанных аркадами, создающими урезы на куполе, и украшенными орнаментами и майоликой. Своды и вторые своды (вместо купольных стропил) железобетонные. Первоначально купола были покрыты особой черепицей, наподобие греческих храмов. В каждой арке устроен оконный проём.
С трёх сторон храма устроены входы с порталами, образованными массивными пилонами со сводами, декорированными бетонной скульптурой, имитирующей резьбу по камню, и украшенными мозаичными вставками. Среди декоративных изображений: растительный орнамент с виноградной лозой и пальмовыми ветвями, символы евангелистов, птицы, кресты, монограмма Христа, Альфа и Омега. Завершением каждого портала является полуциркульная кровля с большим полукруглым окном. Окна фасада тоже имеют большой размер и полукруглую форму. В восточной части фасад завершают три апсиды, одну из которых венчает купол на барабане средней высоты. Барабан опоясывает такая же аркада, при этом окна в каждой арке имеют вытянутую форму. Верхняя часть барабана декорирует живописная мозаика сине-голубых тонов.
Казанский храм имеет три придела: главный — Казанской иконы Божией Матери, северный — Державной иконы Божией Матери и южный — преподобного Серафима Саровского. Круглый в плане храм разделён на три нефа. Центральный неф устроен в виде ротонды. Он окружён колоннадой из железобетонных колонн, облицованных искусственным красным мрамором с позолоченными капителями. За пределами этой ротонды находятся два боковых нефа. Над ними устроены двухъярусные галереи. Первоначально стены внутри храма были облицованы тёмно-зелёным искусственным мрамором, из мрамора был сделан также иконостас. Современные иконостасы деревянные резные, покрыты позолотой. Центральный иконостас — двухъярусный, боковые — в один ярус. Иконы для иконостаса были написаны преподавателями Санкт-Петербургской духовной академии В. Т. Ждановой и И. Н. Кусовым.
Ко времени возвращения храма православной церкви росписи в русском стиле, выполненные в 1910—1915 годах, частично сохранились. Её восстановлением и воссозданием занимались иконописцы из Санкт-Петербургской духовной академии и иконописной школы Московской епархии (город Дубна).
Слева от алтаря между колоннами стоит рака с частью мощей священномученика Илариона (Верейского).
Фундамент храма бетонный. В подвальной части были устроены двухъярусные склепы, позволившие устроить захоронения около 350 человек. Изначально снаружи храма, вдоль цоколя, предполагалось также устроить склепы. В настоящее время перед западным фасадом находятся захоронения, среди которых могилы архитектора Василия Косякова, архимандрита Кирилла (Начиса).

## Комментарии
1. ↑  Остатки исторического черепичного покрытия ликвидированы во время реставрации 2000-х годов и заменены медным листом.
2. ↑  При условии установки тонких железобетонных простенков между склепами, по проекту, предполагалось устроить более 500 мест.